# NGC 727
NGC 727 (również NGC 729 lub PGC 7027) – galaktyka spiralna z poprzeczką (SBab), znajdująca się w gwiazdozbiorze Pieca.
Została odkryta 1 września 1834 roku przez Johna Herschela. Ponownie zaobserwował on ją 30 listopada 1837 roku, lecz obliczona przez niego pozycja obiektu różniła się nieco od tej z pierwszej obserwacji i w rezultacie błędnie skatalogował galaktykę po raz drugi. John Dreyer w swoim New General Catalogue skatalogował obie obserwacje Herschela jako NGC 727 i NGC 729.